# Judy Ann Santos
Judy Anne Lumagui Santos-Agoncillo, beter bekend als Judy Ann Santos (Manilla, 11 mei 1978) is een Filipijns actrice en filmproducent.

## Carrière
Santos werd op achtjarige leeftijd ontdekt bij een auditie voor Kaming Mga Ulila, een filmproject van Regal Films, dat uiteindelijk door GMA als televisieserie werd uitgezonden. Haar eerste hoofdrol speelde ze op tienjarige leeftijd in IBC-13's Ula, Ang Batang Gubat. Daarna vervolgde ze haar televisiecarrière bij ABS-CBN. Daar presenteerde ze diverse shows en acteerde ze in meer dan tien televisieseries. Hoewel Santos in principe een exclusief televisiecontract heeft bij ABS-CBN, treedt ze een enkele keer ook wel op in shows van rivaal GMA Network.
Naast haar televisiecarrière speelde Santos in meer dan 60 films. Ze won op 21-jarige leeftijd de Box Office Queen trophy en vergaarde inmiddels twaalf onderscheidingen voor beste actrice. In november 2006 kreeg Santos haar eigen ster in de Philippines Walk of Fame. In maart 2007 werd ze ook opgenomen in de Paradise of Stars in Mowelfund Compound.
Naast haar acteerwerk in films en op televisie, treedt Santos ook veelvuldig op commercials en heeft ze inmiddels ook een film geproduceerd. De door haar geproduceerde film Ploning, waarin ze ook de hoofdrol speelde, was de Filipijnse inzending voor Academy Award in de categorie Beste Buitenlandse Film. De film won twee onderscheidingen voor beste film.

## Prijzen als filmactrice
- 2004 - ENPRESS Golden Screen Awards, beste vrouwelijke bijrol in Mano Po 2: My Home
- 2005 - Gawad TANGLAW, Chairman's Award for Excellence in Acting in Sabel
- 2005 - ENPRESS Golden Screen Awards, beste actrice in Sabel
- 2005 - Gawad Urian Awards, beste actrice in Sabel
- 2006 - Metro Manila Film Festival, beste actrice in Kasal, Kasali, Kasalo
- 2007 - ENPRESS Golden Screen, beste actrice, Kasal, Kasali, Kasalo
- 2007 - PMPC Star Awards for Movies, beste actrice, Kasal, Kasali, Kasalo
- 2007 - FAMAS Award voor beste actrice, Kasal, Kasali, Kasalo
- 2007 - FAP Award voor beste actrice, Kasal, Kasali, Kasalo
- 2008 - Gawad PASADO, beste actrice, Ouija
- 2007 - Kasal, Kasali, Kasalo Best Actress 1st Gawad GENIO
- 2009 - Gawad TANGLAW, beste actrice, Ploning
- 2009 - Gawad PASADO, beste actrice, Ploning

## Filmografie
| - Silang mga sisiw sa lansangan (1988) - Sana mahalin mo ako (1988) - The Lost Command (1988) - Sa puso ko hahalik ang mundo (1988) - Regal Shocker: The Movie (1989) - Impaktita (1989) - Kung maibabalik ko lang (1989) - Wanted: Pamilya Banal (1989) - Dyesebel (1990) - Madonna, babaeng ahas (1991) - Manila Boy (1993) - Dog Tag: Katarungan sa aking kamay (1995) - Father & Son (1995) - Mara Clara: The Movie (1996) - Sana naman (1996) - Kung alam mo lang (1996) - Kulayan natin ang bukas (1997) - Wow... Multo! (1997) - Paano ang puso ko? (1997) - Babangon ang huling patak ng dugo (1997) - Nasaan ka nang kailangan kita (1997) - Sanggano (1997) - Babae (1997) - Nasaan ang puso (1997) - Muling ibalik ang tamis ng pag-ibig (1998) - I'm Sorry, My Love (1998) - Kay tagal kang hinintay (1998) - Kasal-kasalan (Sakalan) (1998) - My Pledge of Love (1999) - Gimik: The Reunion (1999) - Isusumbong kita sa tatay ko (1999) - Dito sa puso ko (1999) - Esperanza: The Movie (1999) - Minsan ko lang sasabihin (2000) - Kahit isang saglit (2000) - Luv Text (2001) - Mahal kita... Kahit sino ka pa! (2001) - Bakit 'di totohanin (2001) | - Walang iwanan... Peksman! (2002) - AMay pag-ibig pa kaya? (2002) - kala mo... (2002) - Magkapatid (2002) - Pakisabi na lang... Mahal ko siya (2002) - Jologs (2002) - Jeannie, bakit ngayon ka lang? (2002) - Till There Was You (2003) - Mano po 2: My home (2003) - I Will Survive (2004) - Sabel (2004) - Aishite imasu (Mahal kita) 1941 (2004) - Miss Pinoy (2005) - Don't Give Up on Us (2006) - Umaaraw, umuulan (2006) - Kasal, Kasali, Kasalo (2006) - Ouija (2007) - Sakal, sakali, saklolo (2007) - Ploning (2008) - Mag-ingat Ka Sa... Kulam (2008) - OMG (Oh, My Girl!) (2009) - Through the Years (2009) - Mara Clara (1993) - Gimik (1996) - Esperanza (1997) - Judy Ann Drama Special (1999) - Sa puso ko, iingatan ka (2001) - Basta't kasama kita (2002) - Krystala (2004) - Komiks (2 episodes, 2006) - Sa piling mo (2006) - Ysabell (2007) |